# Кейзер, Лоуренс Болтон
Лоуренс Болтон «Голландец» Кейзер (1895—1969) — американский военнослужащий, генерал-майор, участник двух мировых войн и войны в Корее.

## Биография
Родился 1 июня 1895 в Филадельфии. В 1917 закончил военную академию Уэст-Пойнт вместе с Дж. Лаутоном Колинзом, Мэтью Б. Риджуэем и Марком У. Кларком.
В ходе первой мировой войны отправился вместе с американским экспедиционным корпусом во Францию и был назначен командиром батальона 5-й дивизии. За действия на западном фронте он был награждён серебряной звездой.
Карьера Кейзера в мирное время протекала без событий. Во второй мировой войне он принял участие уже полковником. В ходе итальянской кампании он служил начальником штаба 6-го корпуса. К окончанию войны он стал бригадным генералом и начальником штаба 4-й армии, находившейся на континентальной территории США. Послевоенный период он провёл в американской группе военных советников при гоминьдановском правительстве Китая вместе со своим бывшим командиром генерал-майором Джоном П. Лукасом, возглавлявшим в своё время 6-й корпус и 4-ю армию.
В ноябре 1948 Кейзер был назначен помощником командира 2-й пехотной дивизии. В феврале 1950 его одноклассник по академии Уэст-Пойнт Джой Коллинз назначил его командиром дивизии, одновременно Кейзер был повышен в звании до генерал-майора. С началом Корейской войны 2-я дивизия стала первой американской армейской частью, прибывшей в Корею из материковой части США.
С августа по сентябрь дивизия выгружалась в Пусане и двигалась к выступу реки Нактонган для помощи 24-й пехотной дивизии, которая билась за восстановление линии фронта, в то время как части 4-й северокорейской дивизии переправлялись через реку.
Когда северокорейцы предприняли большое наступление на реке Нактонган, 2-й дивизии противостояли четыре дивизии противника. Некоторые части 2-й пехотной дивизии плохо показали себя при первом боеконтакте с противником. При встрече с Уолтоном Уокером, командующим восьмой армией Кейзер показал неполное знание ситуации в которой оказалась дивизия. По мнению некоторых офицеров Кейзер был уже слишком стар чтобы быть выдающимся командиром дивизии.
2-я дивизия приняла участие в прорыве пусанского периметра, наступая на северо-запад к Кунсану вместе с 25-й пехотной дивизией. Дивизия продолжила наступление на территории Северной Кореи близ границы с Маньчжурией.
В конце ноября 1950 многочисленные китайские войска пересекли реку Ялуцзян и внезапно атаковали силы ООН, завязалась битва при реке Чонгчхон. 2-я дивизия, наступавшая на правом фланге 9-го корпуса, который двинулся на реку Ялу и разместился на севере ку куни-ри с 25-й дивизией на его левом фланге. В ходе стремительного недельного наступления китайцы угрожали окружить восьмую армию, основная тяжесть удара пришлась на вторую дивизию, находившуюся на фланге. 25-я дивизия смогла отойти к Анджу, но Кейзеру не удалось добиться разрешения у генерал-майора Джона Б. Култера последовать за ней. В итоге 2-я дивизия была отрезана, ей пришлось с боем пробиваться через китайские силы к Сунчхону.
После битвы у реки Чонгчхон где 2-я дивизия понесла тяжёлые потери приблизительно в 4 тыс. чел. Кейзер встретился в Сеуле с генерал-майором Ливеном К. Алленом (Leven C. Allen), начальником штаба восьмой армии. Он был освобождён от командования и заменён на генерал-майора Роберта Б. МакКлура, предположительно по состоянию здоровья, хотя на деле он стал козлом отпущения за неудачи сил ООН после вступления китайцев в войну.
В феврале 1951 Кейзер вернулся в США и принял командование над 5-й пехотной дивизией в военном лагере в Индианатауне (базовый лагерь подготовки пехоты в штате Пенсильвания близ Херши и Гаррисберга).
20 октября 1969 генерал-майор Лоуренс Б. «Голландец» Кейзер скончался в Сан-Франциско, Калифорния и был похоронен на кладбище академии Уэст-Пойнта (United States Military Academy Post Cemetery).

## Награды
Отечественные
- Серебряная звезда
- Орден «Легион почёта» (награждался дважды)